# Boca de Tomatlán
Boca de Tomatlán är en ort i Mexiko.   Den ligger i kommunen Puerto Vallarta och delstaten Jalisco, i den sydvästra delen av landet, 700 km väster om huvudstaden Mexico City. Boca de Tomatlán ligger 17 meter över havet och antalet invånare är 661.
Terrängen runt Boca de Tomatlán är kuperad åt sydväst, men åt sydost är den bergig. Havet är nära Boca de Tomatlán åt nordväst. Runt Boca de Tomatlán är det mycket glesbefolkat, med 6 invånare per kvadratkilometer. Närmaste större samhälle är Puerto Vallarta, 14,5 km nordost om Boca de Tomatlán. I omgivningarna runt Boca de Tomatlán växer i huvudsak städsegrön lövskog.